# Reynald Lemaître
Reynald Lemaître (Chambray-lès-Tours, 28 de junio de 1983) es un exfutbolista francés se desempeñó como lateral derecho .

## Clubes
| Club     | País               | Año         | Partido | Goles |
| -------- | ------------------ | ----------- | ------- | ----- |
| Caen     | Francia            | 2002 - 2009 | 188     | 18    |
| Nancy    | Francia            | 2009 - 2012 | 80      | 2     |
| Guingamp | Francia            | 2012 - 2016 | 63      | 0     |
| Dragon   | Polinesia Francesa | 2018        | 3       | 2     |

## Palmarés
| Título          | Club        | País               | Año  |
| --------------- | ----------- | ------------------ | ---- |
| Copa de Francia | EA Guingamp | Francia            | 2014 |
| Copa de Tahití  | AS Dragon   | Polinesia Francesa | 2018 |